# 11. századi magyar külkapcsolatok és hadügy
A Magyar Fejedelemség külpolitikája a 10. század nagyobbik részében, egészen a kalandozó hadjáratok kényszerű lezárultáig – de még azok vereségekkel terhes utolsó szakaszában is – offenzív, azaz kezdeményező, támadó volt. Váltásra 955, illetve 970 után került sor, ekkor viszont az inga oly mértékben lengett ki a másik irányban, azaz vált defenzív, védekező jellegűvé, hogy ebben – szemben a királyság megszületését követő időben gyökeresen átalakult sok más területtel – egészen áll. század végéig nem következett be érdemi változás. Hogy az augsburgi csatavesztést követően új helyzet alakult ki Közép-Európában (majd rövidesen a Balkánon is), azt a kortárs német krónikás rögvest észlelte: „a magyarok népe Ottó király hatalmától megrémülve… mukkanni sem mer”.
Az itt említett I. Ottó német-római császár azonban rövidesen meghalt, fia, II. Ottó erejét lekötötték a német belviszályok, unokája, III. Ottó pedig újra Itália felé fordult, és a pápával szövetségben a hajdani Római Birodalom felújítását tekintette legfőbb feladatának. Legfeljebb német telepesek közeledtek nyugat felől a magyar szállásterület felé, de német fegyveres támadásra nem került sor. Védelmül szolgált a formálódó bizánci-német szövetség ellen, továbbá egy esetleges német inváziót akart kivédeni Géza azzal, hogy a 970-es évek első felében nyitott a Német-római Birodalom felé, és hittérítőket fogadott. A keresztény hit terjesztésének ellanyhulása kapcsolatban lehetett azzal, hogy a magyar nagyfejedelem rájött: a német uralkodók nem terveznek átfogó támadást ellene. Az ezen évtizedek egyetlen jelentős katonai akciója a magyarok ellen nem birodalmi keretekben indult, hanem II. Henrik bajor herceg csapott össze 991-ben Gézával, s ennek eredményeképpen – a Bécsi-medence elvesztésével – visszább szorult kelet felé a magyar szállásterület.

## I. István

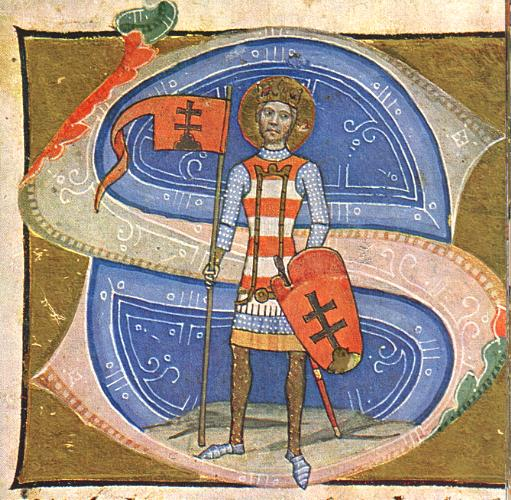
I. István vértet viselő ábrázolása a Képes krónikában

Gyanítható, hogy megint csak bizonyos mértékig egy német birodalmi támadástól való félelem motiválta Géza – az elsőt közel negyedszázaddal követő – második nyitását a birodalom felé. Ennek legfontosabb eleme Vajk-István és Gizella eljegyzése, majd házassága volt. Egy feltevés szerint ekkor küldött III. Ottó német-római császár lándzsát ajándékba a magyar trónörökösnek. Ez az elismerés mellett nem nélkülözött olyan mozzanatot sem, amely alkalmas volt hűbérúri fennhatósági igény kifejezésére.
Az apja trónjára lépő István azonban mihamarabb szabadulni akart ebből a szorító helyzetből, s ezért fordult 1000-ben koronáért a római pápához. Nem István szándékain múlott, hogy végül is a koronát a császár és a pápa közös ajándékaként kapta. István jobban járt, mint ugyanekkor Vitéz Boleszláv lengyel fejedelem, aki kizárólag a császár kezéből nyert el lándzsát és – amennyiben a hagyomány hiteles – koronát, s ezzel ténylegesen hűbéri viszonyba került a Római Birodalmat felújítani akaró Ottóval, még ha ezt a „római nép barátja és szövetségese” cím jól palástolta is. István koronázása hűbéresi alávetéssel sem a pápa, sem a császár iránt nem járt. A pápa vonatkozásában ennek még nem jött el az ideje (erre a 11. század második feléig, VII. Gergelyig várni kellett), a német királyi trónon 1002-ben bekövetkezett változás pedig kifejezetten kedvező volt Magyarország számára. István sógora, Gizella bátyja, Henrik bajor herceg került a birodalom élére, így éppen azon évtizedekben, amikor István el volt foglalva királysága felépítésével, biztos lehetett abban, hogy nyugat felől nem éri országát támadás. Nemcsak István hitte úgy, hogy szuverén uralkodóként kormányozza Magyarországot, hanem nyugati mérce szerint is független királynak számított, hiszen az önálló uralkodókra jellemző kritériumok (saját pénzverés, törvényalkotás stb.) mellett birtokában volt a legfőbb ismérvnek is: saját maga alapított püspökségeket. S hogy a Henrik után következő német uralkodó, II. Konrád szintén függetlennek látta Istvánt és monarchiáját, az azt is bizonyítja, hogy 1030-ban fegyveresen akarta alávetni Magyarországot, de kísérlete kudarcot vallott.

## I. István után

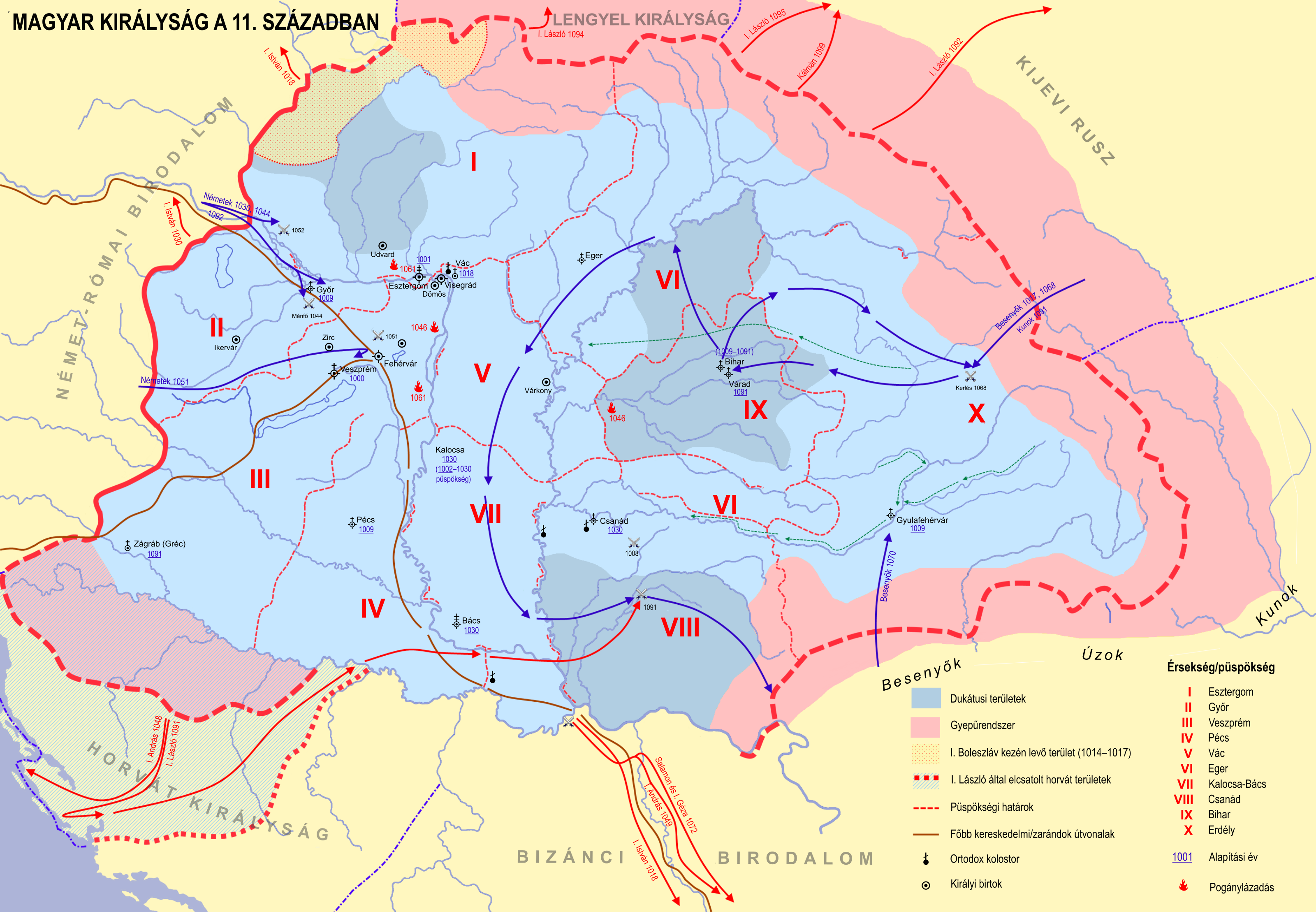
A Magyar Királyság terjeszkedése és 11. századi hadjáratai

Amit azonban neki nem sikerült katonai úton elérnie, az utódának, III. Henriknek szinte az ölébe hullott. Az István halálát követő trónviszályok során Péter a német király segítségével szerezte vissza elvesztett hatalmát, s 1045-ben aranyozott lándzsa formájában országát német hűbérbe adta. A függetlenség elvesztése olyan súlyos következménnyel járt, hogy az országban a bajor törvények léptek hatályba, illetve a magyar király adófizetésre kényszerült a németeknek.
András ugyan visszaállította az István által hozott törvények érvényét, de tudta, hogy az ereje teljében levő birodalommal alkudoznia kell. A megbeszéléseket két ízben – 1051-ben és 1052-ben – szakította meg Magyarország alávetésére irányuló német katonai agresszió, de egyik sem járt eredménnyel (lásd még: Búvár Kund). Ezt követően András tett ugyan gesztusokat a németeknek (hadi támogatást, adót és országából területet ajánlott fel nekik), de a hűbéreskü letételét következetesen visszautasította. Az idő András javára dolgozott, a birodalomban támadt belső nehézségek kezére játszottak, így 1058-ban roppant kedvező feltételekkel megkötött béke zárta le a többszöri szünettel 1030 óta folyt német–magyar ellenségeskedést. István után András került szoros rokoni kapcsolatba a birodalom fejével. Míg István sógora volt II. Henriknek, addig András nagybátyja lett IV. Henriknek. Abban szintén az István kori állapotok ismétlődtek meg, hogy miként a 11. század első évtizedeiben, úgy most is szövetségesi viszonyt ápolt az ország nemcsak a Német Birodalommal, hanem a Bizánci Császársággal és a Kijevi Russzal is, továbbá kiegyensúlyozott kapcsolatban állt a pápasággal. A konszolidált nemzetközi kapcsolatok romlásában – hasonlóan az István halála utáni időszakhoz – most is a magyarországi trónviszályok játszottak döntő szerepet. Béla hatalomra kerülése, Salamon elűzése újra kiélezte a német–magyar ellentétet.
Salamont 1063-ban – ugyanúgy, mint Pétert 1044-ben – német uralkodó ültette a magyar trónra. Ezért a német támogatásért Salamonnak fizetnie kellett (főleg kincsekkel), de látványos megalázkodás, hűbéri eskütétel Salamon részéről sógora javára nem történt. Mindenesetre a németek ezek híján is – nem minden alapot nélkülözően – úgy látták, hogy a birodalom alávetette Magyarországot, amit a szoros rokoni kapcsolat elfedett. Az 1060-as évektől kezdődően az eddig egy oldalról jövő veszély mellé újabb fenyegetés járult, ami 11. század hátralevő évtizedeiben állandóan jelen volt, mégpedig a keleti nomád népek kísérlete Magyarország elözönlésére. A besenyők és az úzok első próbálkozása 1068-ban volt, amikor egészen Biharig hatoltak az országba. Miután Gézának sikerült katonai győzelmet aratnia Salamon felett, s ezzel letaszította őt a trónról, a német segítséget élvező Salamonnal szemben (1074-ben a német sereg egészen Vácig dúlta az országot) előbb a birodalom újonnan támadt halálos ellenségéhez, a római pápához, VII. Gergelyhez keresett kapcsolatot. A császár elleni invesztitúraharcot megindító római főpap azonban saját hűbéri fennhatósága érvényesítéséhez kötötte Géza királyi elismerését és megkoronázását. Ennek kapcsán hivatkozott Gergely arra, hogy István országát Szent Péternek ajánlotta fel, azaz Magyarország a pápa vazallusa, s ennek fejében a magyar király engedelmességgel tartozik neki. Ebben a helyzetben Géza – saját uralmi legitimációja érdekében – új veszély szellemét engedte ki a palackból, amikor VII. Dukász Mihály görög császárhoz fordult, tőle kért és kapott koronát, ami nem nélkülözte a Magyarország feletti bizánci hűbéri jogigény érvényesítésére vonatkozó szándékot. Az adott helyzetben mégis ez volt a legjobb döntés, hiszen a pápa által követelt és a német uralkodó által elvált nyílt alávetés helyett ez inkább csak elvi síkon fogalmazott meg jelképes függést, amit egyébként egy bizánci császár koronaküldés nélkül is – mintegy hivatalból – érvényesített minden más, nem császári rangú uralkodóval szemben. Bizáncnak azonban rövidesen súlyos belső és külső nehézségei támadtak, ami nem tette lehetővé a keleti császár számára, hogy Magyarországgal kapcsolatban esetleges jogai érvényesítésére akár csak gondolhasson is.

## I. László

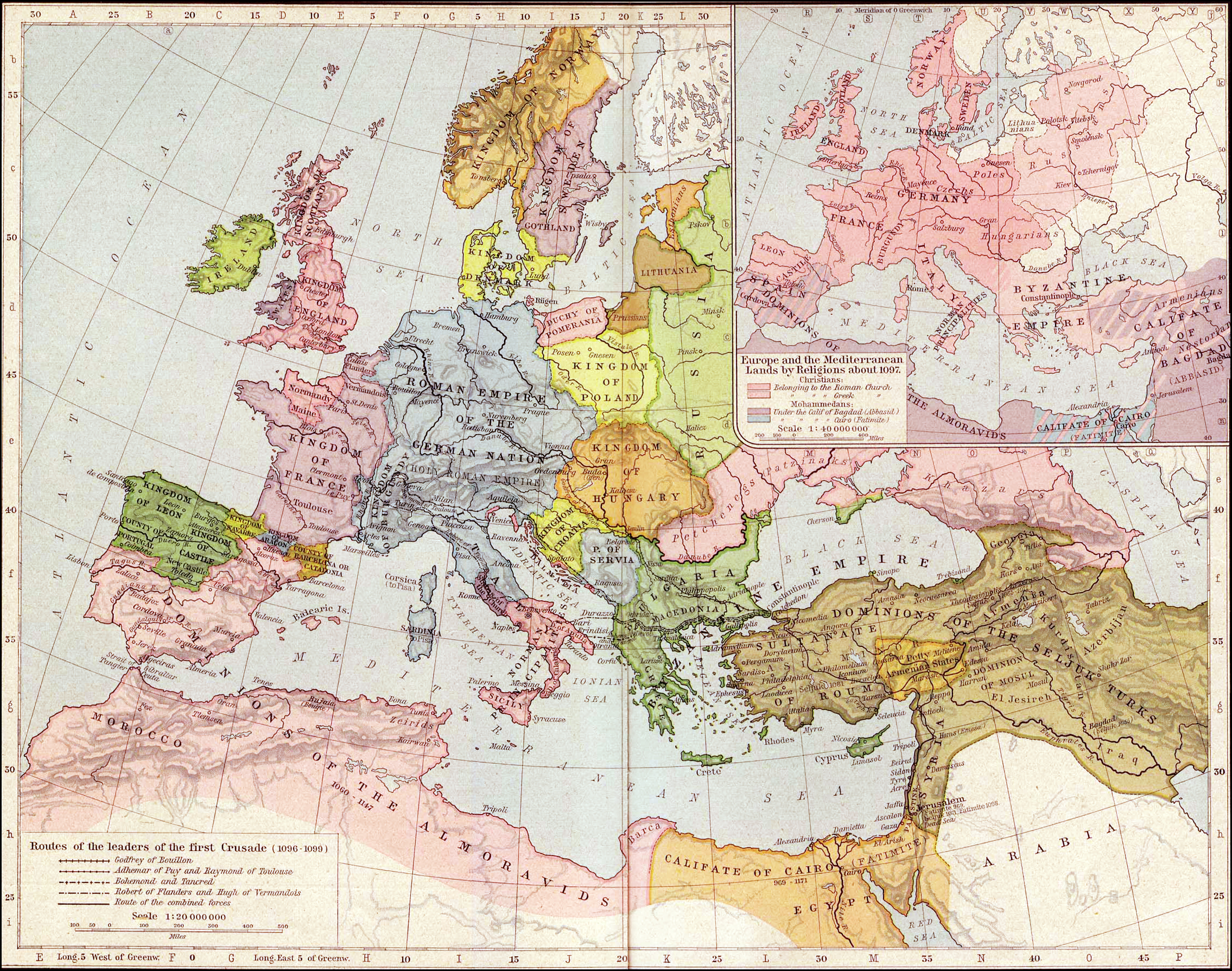
Európa 1097-ben

László a pápa és a császár küzdelmében – saját érdekeinek megfelelően – kezdetben a pápát támogatta, a német ellenkirály pártján állt, annak leányát vette feleségül. Ezt az állásfoglalást nyugtázhatta VII. Gergely oly módon, hogy – szemben Gézával – hűségeskü letétele nélkül elismerte Lászlót magyar királynak. A pápa mellett az jelölte ki László helyét, hogy Salamon, a még élő törvényes magyar király sógorának, IV. Henriknek a segítségével szeretett volna visszakerülni a László által elfoglalva tartott magyar trónra. De mivel Henrik sokkal fontosabbnak tartotta Magyarország ügyénél Gergely letaszítását, nem adott támogatást Salamonnak, aki a besenyőkkel szövetkezett, s e nomád nép 1085-ben újra Magyarországra tört. Amikor azonban Salamon meghalt (1087-ben), László odahagyta a pápai tábort, amelynek egyházpolitikai elveivel amúgy sem értett egyet. László a régi királyeszménynek megfelelően egyszerre tekintette magát királynak és papnak (rex ei sacerdos), aki maga jár el országa egyházi ügyeiben. A pápasággal azt követően fordult nyíltan szembe, hogy 1091-ben beavatkozott a Horvát Királyság kusza belügyeibe, és testvérének, a horvát uralkodó özvegyének nyújtott segítség örve alatt elfoglalta Horvátországot, amely 1075 óta pápai hűbérnek számított. Mivel sem László, sem az általa kinevezett új horvátországi kormányzó, Álmos, azaz László unokaöccse nem volt hajlandó hűbéresküt tenni a pápának, ezzel mindketten közeledtek a német császár táborához, s László röviddel ezt követően szövetséget is kötött IV. Henrikkel. A horvátországi hódítás számít közel másfél évszázad óta az első igazán jelentős offenzív külpolitikai lépésnek. Ez jelzi: a Magyar Királyság eléggé megerősödött ahhoz, hogy a szomszédos területek meghódításához kezdjen, és tevőlegesen – immár nem védekező, bajelhárító jelleggel – bekapcsolódjék az európai nagypolitikába. Lászlónak arra is futotta erejéből, hogy 1091-ben egy, az országát pusztító súlyos kun támadást hárítson el, illetve a nehéz helyzetben levő Bizánci Birodalom rovására hódítson a Balkánon, aminek László a „Moesia királya” cím felvételével adott nyomatékot. Aktív külpolitikát folytatott László az 1090-es években Orosz-, Lengyel- és Csehország irányában is. Magyarország mint európai középhatalom a 11. század végén tette le először névjegyét.